# Hegoamerikan Tour 94
Hegoamerikan Tour 94 es el nombre de la gira sudamericana que el grupo de rock de fusión vasco Negu Gorriak realizó en 1994. No fue la primera vez que el grupo pisó América ese año, ya que durante marzo realizaron una gira solidaria con el FMLN en El Salvador.
La gira fue organizada a petición del grupo argentino Todos Tus Muertos, que eran grandes fanes de los vascos. La idea se fraguó meses atrás, cuando el grupo se puso en contacto con Fermin para que colaborase con ellos en el álbum Dále Aborigen, en el que Fermin cantó en dos temas: «Alerta guerrilas» y «Lehenbiziko bala» (versión del tema de Negu Gorriak que hicieron los argentinos).
La intención del grupo (y así apareció en el cartel promocional) era tocar el día 30 de septiembre en Montevideo. Pero el concierto fue suspendido por el Gobierno de Luis Alberto Lacalle, al estar enmarcado dentro de unas jornadas de protesta organizadas por diferentes asociaciones de estudiantes universitarios, por los graves hechos ocurridos en agosto y de los que se habían hecho eco el grupo vasco: el Gobierno de Uruguay había decidido extraditar a tres supuestos miembros de ETA (Mikel Ibáñez, Jesús Goitia y Luis Lizarralde). Los tres vascos iniciaron una huelga de hambre y sed, siendo trasladados al Hospital Filtro, en la capital uruguaya. La decisión del Gobierno originó una serie de protestas civiles que se saldaron el 24 de agosto con la muerte, a manos de la Policía, de dos ciudadanos uruguayos: Fernando Morroni y Roberto Facal (ambos por heridas con armas de fuego).
Aunque las mencionadas jornadas fueron suspendidas el grupo terminó realizando un concierto el día 2 de abril en la localidad uruguaya de Pando, en una pequeña sala con aforo para 200 personas. Los miembros del grupo subieron al escenario con camisetas en las que podía leerse «Gora Uruguay herria!» («¡Viva el pueblo uruguayo!»). Así, el grupo tuvo que reorganizar el cartel. Las fechas de Buenos Aires (1 de octubre) y en La Plata (el día 2) se cambiaron por Banfield (el día 2) y La Plata (día 1).
Durante el periplo argentino, Negu Gorriak estuvieron acompañados de Todos Tus Muertos y tuvieron un encuentro con las Madres de Plaza de Mayo.

## Fechas, ciudades y grupos con los que tocaron
| Día              | Lugar                 | Ciudad            | País      | Notas                                    |
| 23 de septiembre | Sala Cemento          | Buenos Aires      | Argentina | Con Todos Tus Muertos y Espías Secretos. |
| 24 de septiembre | Sala Cemento          | Buenos Aires      | Argentina | Con Todos Tus Muertos y Espías Secretos. |
| 28 de septiembre | Gimnasio Manuel Plaza | Santiago de Chile | Chile     | Con Los Miserables y BBs Paranoicos.     |
| 30 de septiembre | La Rockería           | Banfield          | Argentina | Con Cuervo Muerto.                       |
| 1 de octubre     | Movirock              | La Plata          | Argentina | Con Todos Tus Muertos y Acción Directa.  |
| 2 de octubre     | El Garage             | Pando             | Uruguay   | Con Todos Tus Muertos y La Celda.        |